# Moranäsvarvet
Moranäsvarvet var ett svenskt träbåtsvarv i Saltsjöbaden, som grundades av L. Eriksson 1910 och övertogs 1912 av smeden Karl Karlsson (1882–1952) och båtbyggaren Karl Mattsson på Neglingevarvet och namnändrades till Moranäs Motorbåtsvarv. Karl Karlsson drev varvet själv från 1917 och sålde det 1931 till Aldor Jansson och Gerhard Ekdahl (född 1882). Dessa byggde ut varvet 1935–1938 med en ny båthall och nya slipar. Namnet ändrades till Moranäsvarvet AB.
På varvet byggdes bland annat Starbåtar och Stjärnbåtar. Stjärnbåtarna nr 491 Gudingen och nr 499 Anden, byggda omkring 1960, har k-märkts av Sjöhistoriska museet.
År 1963 övertogs varvet av kappseglaren Sune Carlsson. Det drivs under namnet Sune Carlsson Båtvarv.
Sedan mitten av 1990-talet är varvet ett reparationsvarv och företag för vinterförvaring av båtar.